# Sijia (köpinghuvudort i Kina, Jiangsu Sheng, lat 32,01, long 121,28)
Sijia är en köpinghuvudort i Kina. Den ligger i provinsen Jiangsu, i den östra delen av landet, omkring 230 kilometer öster om provinshuvudstaden Nanjing. Antalet invånare är 44 943. Befolkningen består av 25 123 kvinnor och 19 820 män. Barn under 15 år utgör 12,0 %, vuxna 15-64 år 67 %, och äldre över 65 år 20,0 %.
Runt Sijia är det tätbefolkat, med 397 invånare per kvadratkilometer. Närmaste större samhälle är Sanyu, 12,8 km norr om Sijia. Trakten runt Sijia består till största delen av jordbruksmark.
Genomsnittlig årsnederbörd är 1 510 millimeter. Den regnigaste månaden är augusti, med i genomsnitt 205 mm nederbörd, och den torraste är januari, med 45 mm nederbörd.